# Onthophagus aenescens
Onthophagus aenescens là một loài bọ cánh cứng trong họ Bọ hung (Scarabaeidae).